# Fleetwings BQ-1
Le Fleetwings BQ-1 était un aéronef sans pilote « jetable » — décrit à l'époque comme un « drone d'assaut » —, développé pour les United States Army Air Forces (USAAF) par la société américaine Fleetwings (en) pendant la Seconde Guerre mondiale. Seul un exemplaire de ce modèle fut produit, le projet étant ensuite annulé après le crash de l'appareil lors de son premier vol.

## Conception et développement
La conception du BQ-1 débuta le 10 juillet 1942, via un programme de développement de « torpilles aériennes » — des bombes volantes sans pilote — qui avait été lancé en mars de la même année. Le constructeur Fleetwings se vit attribuer un contrat pour un exemplaire de chacun des drones d'assaut XBQ-1 et XBQ-2, propulsé par deux moteurs à cylindres à plat Franklin O-405 (en) et équipé d'un train d'atterrissage fixe en configuration tricycle. Ce dernier était largable, afin de donner à l'appareil de meilleures caractéristiques aérodynamiques une fois en vol.
En option, le BQ-2 pouvait aussi être piloté : un cockpit monoplace était installé pour les vols de convoyage et d'entraînement. Un carénage devait remplacer la verrière pour les missions opérationnelles. Le BQ-2 aurait dû emporter une charge militaire de 2 000 livres (907 kg) sur une distance de 2 763 km à une vitesse de 362 km/h, puis aurait été détruit en attaquant sa cible. Un exemplaire du Fleetwings BQ-2 fut également construit dans le cadre du même contrat. Bien que sa désignation puisse prêter à confusion, le XBQ-1 a été construit et testé après le XBQ-2. La principale différence entre les deux appareils était leur motorisation, le XBQ-2 recevant des moteurs en étoile à la place des moteurs à cylindres à plat du XBQ-1.

## Essais en vol
Après une série de tests du système de télécommande — basé sur une télévision — réalisés en octobre 1943 à l'aide d'un drone-cible PQ-12 modifié,, ainsi que les essais menés l'année précédente avec le XBQ-2A, le XBQ-1 effectua son premier vol en mai 1944, au cours duquel il s'écrasa. Après la perte de cet unique prototype, le programme fut annulé,.

## Spécifications techniques (XBQ-1)
Données de Andreas Parsch, 2005.
Caractéristiques générales
- Équipage : 1 pilote (pour les vols de convoyage ou d'entraînement)
- Envergure : 14,81 m
- Masse typique : 3 493 kg
- Moteur : 2   moteurs à 6 cylindres à plat refroidis par air Franklin O-405-7 (en) de 225 ch (168 kW)   chacun

 Performances 
- Vitesse de croisière : 362 km/h
- Distance franchissable : 2 763 km  à une vitesse de 362 km/h et avec une charge militaire de 907 kg

Armement

- Charge militaire de 2 000 lb (907 kg)

### Article
- (en) William Winter, « The Push-Button War Fable », Flying Magazine, vol. 41, no 4,‎ octobre 1947, p. 47–49, 71–72 (ISSN 0015-4806, présentation en ligne, lire en ligne).